# Leopold Steiner

Leopold Steiner

Leopold von Steiner (* 18. Oktober 1857 in Prag; † 16. Jänner 1927 in Wien) war Zimmermaler, christlich-sozialer Politiker und Landeshauptmann von Niederösterreich.

## Leben
Leopold Steiner besuchte die Volksschule in Grinzing und erlernte danach den Malerberuf. Während seines Militärdienstes war er in Bosnien eingesetzt. Als Vertreter des Gewerbes und der Weinbauern trat er früh in die Politik ein und wurde 1888 Gemeinderat von Unterdöbling. 1891 wurde er Wiener Gemeinderat und 1895 Reichsratsabgeordneter. 1916 wurde Steiner in den Adelsstand erhoben, verließ 1911 den Reichsrat nach einer Wahlniederlage und bekleidete 1917 bis 1918 das Amt eines Stadtrates.
In der konstituierenden Sitzung der Provisorischen Landesversammlung Niederösterreichs wurde Steiner 1918 zum Landeshauptmann gewählt. Er bekleidete dieses Amt allerdings nur ein Jahr, bis die sozialdemokratische Mehrheit 1919 Albert Sever zum Landeshauptmann kürte. Unter diesem nahm er bis 1920 die Funktion des Landeshauptmannstellvertreters ein.

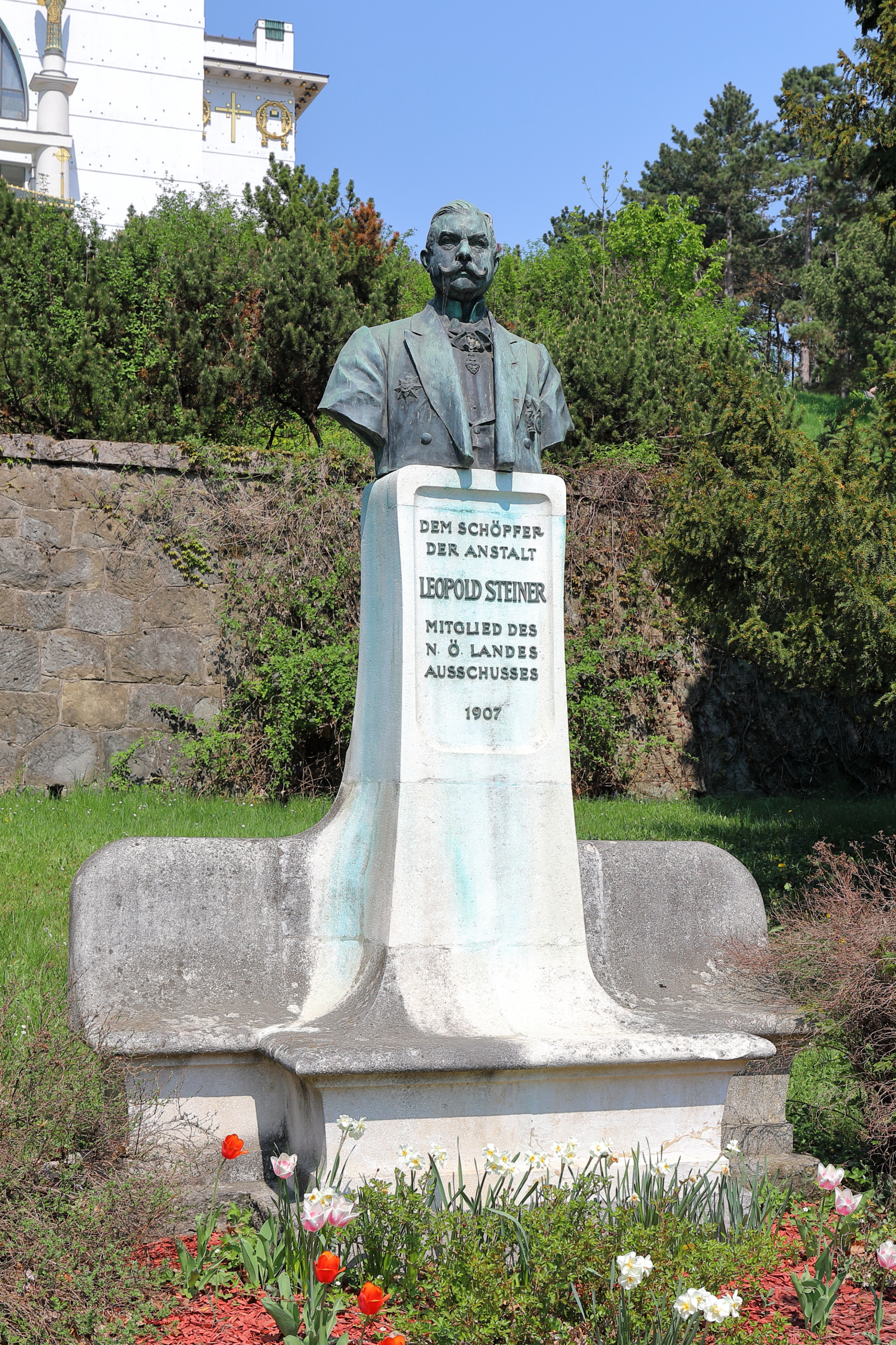
Denkmal am Otto-Wagner-Spital-Gelände

Steiner war ab 1896 als nö. Landesausschuss mit dem Ressort Wohlfahrtspflege und Gewerbeförderung betraut und machte sich dabei besonders um die Errichtung der Niederösterreichischen Landes-Heil- und Pflegeanstalt für Nerven- und Geisteskranke Am Steinhof verdient. In Gedenken an diese Verdienste wurde ihm unterhalb der Anstaltskirche ein Denkmal mit der Inschrift: Dem Schöpfer der Anstalt Leopold Steiner Mitglied des n. ö. Landesausschusses, 1907 gewidmet.
Steiner wurde mit dem Komturkreuz des Franz-Joseph-Ordens und dem Ritterkreuz Orden der Eisernen Krone 3. Klasse ausgezeichnet. Im Jahr 1931 wurde im 19. Wiener Gemeindebezirk Döbling die Leopold-Steiner-Gasse nach ihm benannt.

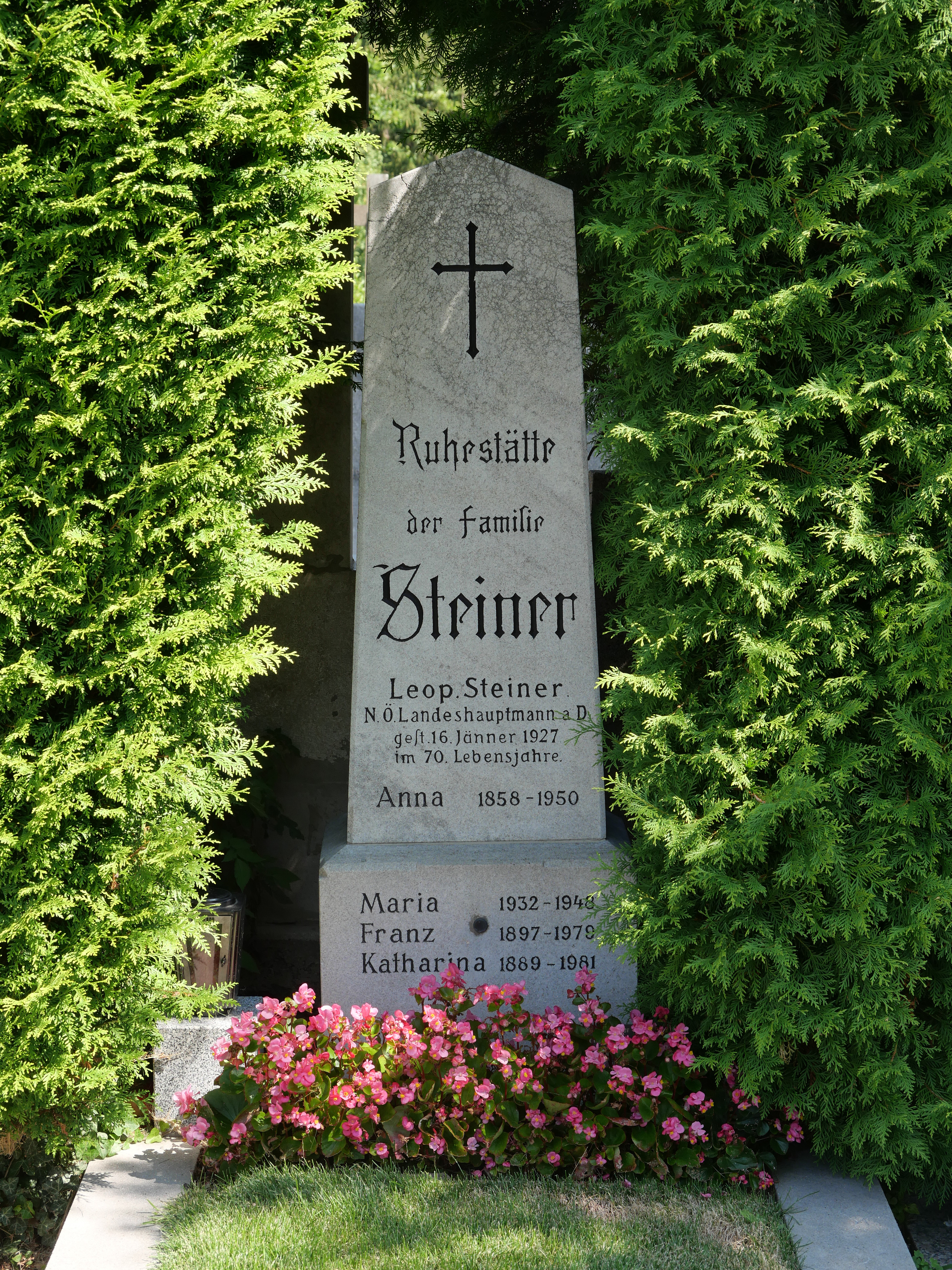
Das Grab von Leopold Steiner und seiner Ehefrau Anna auf dem Grinzinger Friedhof in Wien

Sein ehrenhalber gewidmetes Grab befindet sich auf dem Grinzinger Friedhof (Gruppe 4, Nummer 7) in Wien.